# 凌福勳
凌福勳，安徽省鳳陽府定遠縣人，清朝政治人物、進士出身。
光緒二十四年，中式戊戌科二甲进士，同年五月，改庶吉士，授翰林院編修。